# Pfefferberg (Berlin)

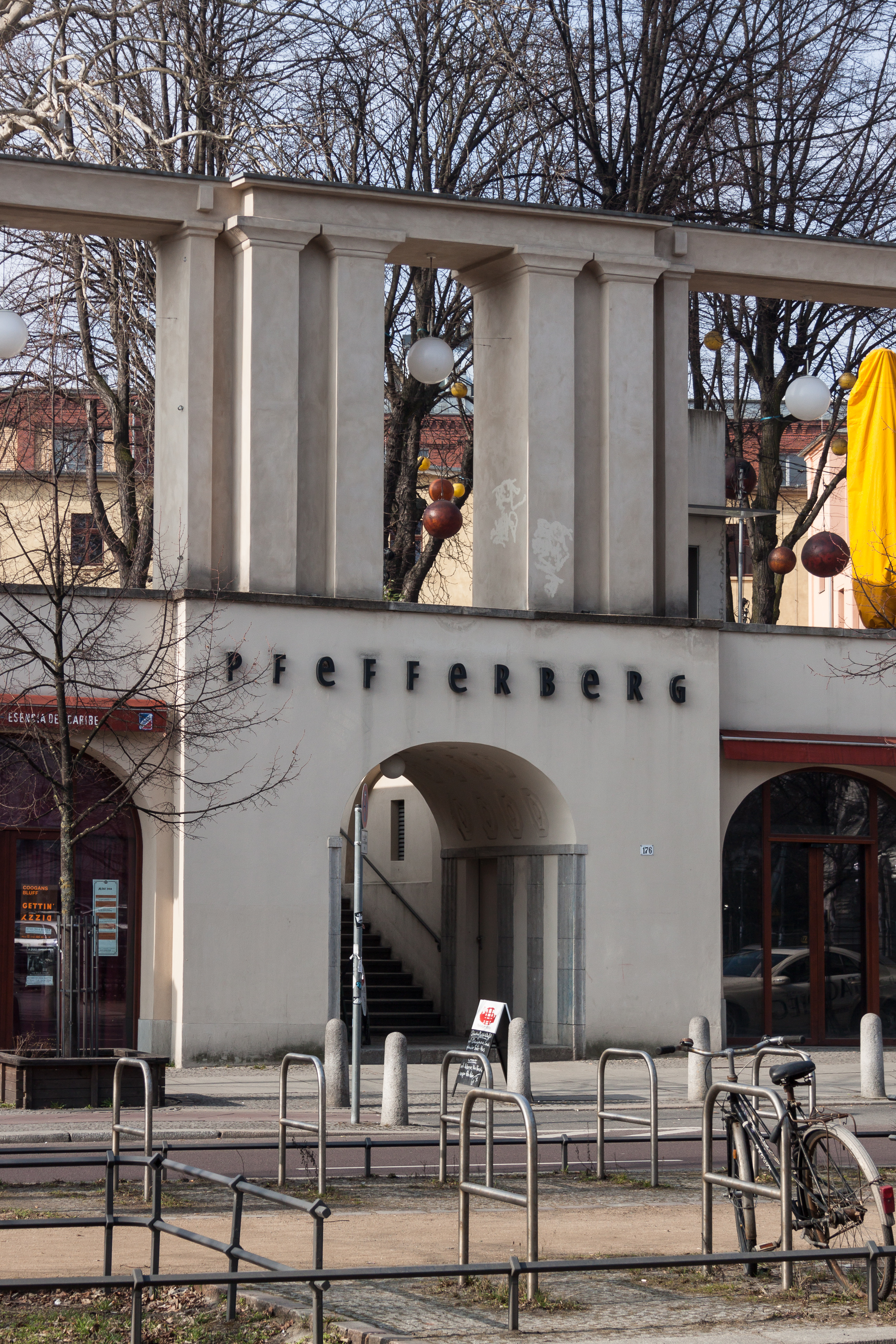
Eingangsbereich von der Schönhause Allee

Der Pfefferberg ist ein ehemaliges Brauereigelände, das sich im Ortsteil Prenzlauer Berg des Berliner Bezirks Pankow befindet. Das Areal liegt im Bebauungsblock zwischen Schönhauser Allee, Fehrbelliner Straße, Christinenstraße und Schwedter Straße an der Barnimkante und weist einige Höhenmeter Geländeunterschied auf. Benannt ist es nach dem bayerischen Braumeister Joseph Pfeffer, der hier 1841 die nach ihm benannte Brauerei gründete, zu der auch ein Biergarten gehörte.
Der Pfefferberg ist ein Industriedenkmal und Standort von kulturellen, Dienstleistungs- und Bildungsangeboten gemeinnütziger und nichtgemeinnütziger Unternehmen, darunter auch solchen des Pfefferwerk-Verbundes.

## Unternehmen
Weiterhin ist oder war Pfefferberg Name oder Namensbestandteil von Unternehmen mit Bezug zum Pfefferberg-Gelände:
- Markthalle Pfefferberg GmbH, eingetragen im Handelsregister des Amtsgerichts Charlottenburg unter der Handelsregisternummer HRB 225090,
- Pfefferberg Theaterproduktionsgesellschaft gGmbH, eingetragen im Handelsregister des Amtsgerichts Charlottenburg unter der Handelsregisternummer HRB 155092,,
- vormalige Pfefferberg Grundstücks GmbH (nun LEMIAMA Verwaltungs GmbH), eingetragen im Handelsregister des Amtsgerichts Charlottenburg unter der Handelsregisternummer HRB 76280,
- vormalige Pfefferberg Entwicklungs GmbH & Co. KG (nun LEMIAMA GmbH & Co. KG), eingetragen im Handelsregister des Amtsgerichts Charlottenburg unter der Handelsregisternummer HRA 31342,
- VIA Schankhalle Pfefferberg gGmbH[1], eingetragen im Handelsregister des Amtsgerichts Charlottenburg unter der Handelsregisternummer HRB 149024.

## Geschichte

### 19. Jahrhundert bis zum Ende des Zweiten Weltkriegs
In der frühen Phase der Industrialisierung entwickelte sich Berlin im 18. Jahrhundert rasant zu einer wichtigen Industriestadt in Europa. Ab Mitte des 19. Jahrhunderts wurde der spätere Stadtteil Prenzlauer Berg, damals ein Gebiet im Nordosten vor den Toren der Stadt gelegen, zu einer Heimstätte für Brauereien. Begünstigt durch niedrige Bodenpreise und das relativ hohe Terrain kauften Unternehmer dort Land und bauten Brauereien und Biergärten. So entstand auf dem ab etwa 1872 auch als Pfefferberg bezeichneten Gelände ab 1841 die erste Brauerei untergäriger Brauart in diesem Gebiet. Nach mehreren Eigentümerwechseln übernahmen 1861 Schneider & Hillig die Brauerei, die mit neuem Kapital für eine Industrialisierung und somit Ausweitung der Produktion sorgten. Die Produkte wurden nun unter der Bezeichnung Schneider & Hillig Brauerei Pfefferberg vertrieben, die 1887 in die Aktiengesellschaft Brauerei Pfefferberg, vorm. Schneider & Hillig, umgewandelt wurde.
Infolge der steigenden Nachfrage ließen die Brauereibesitzer in diesen Jahrzehnten mehrere neue Produktionsgebäude auf dem Gelände errichten. Weil auch die Stadt Berlin schnell wuchs, entstanden im gleichen Zeitraum in der Umgebung der Brauerei neue Wohngebäude, die die Möglichkeiten der Erweiterung der Brauereiflächen bald einschränkten. 1913 endete daher die Expansion der Brauerei Pfefferberg. Ihre Fläche betrug zu diesem Zeitpunkt etwa 1,35 Hektar.

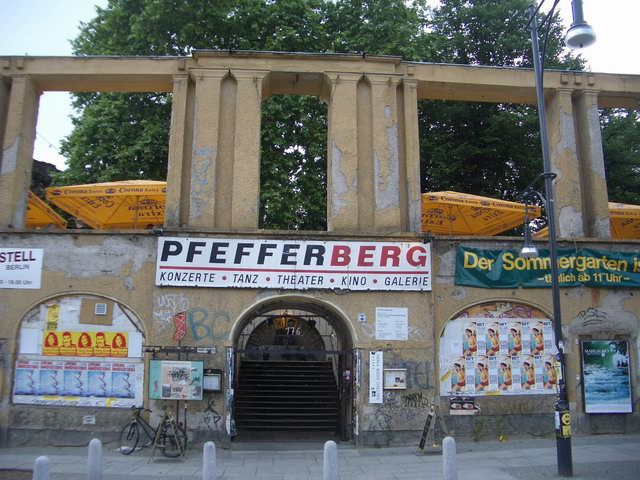
Eingangsbereich vom Pfefferberg zum Biergarten von der Schönhauser Allee vor der Sanierung im Jahr 2008

### 1945 bis zur Deutschen Wiedervereinigung
Nach dem Ende des Ersten Weltkriegs wurde die Brauerei auf dem Pfefferberg von der Schultheiss-Brauerei aufgekauft, die Bierproduktion bald darauf jedoch eingestellt. Bis zum Zweiten Weltkrieg waren verschiedene Besitzer und Nutzer wie eine Schokoladen- und eine Brotfabrik auf dem Gelände ansässig. Im Pfefferberggarten fanden volkstümliche Musikveranstaltungen statt. Zu DDR-Zeiten nutzten zuerst Druckerei und Verlag Neues Deutschland die Gebäude auf dem Gelände, später verwaltete es die Kommunale Wohnungsverwaltung (KWV). Da die früheren Eigentümer des Pfefferbergs im November 1949 entschädigungslos enteignet und der Pfefferberg danach in Volkseigentum überführt worden war, lagen die Eigentumsrechte nach der Deutschen Wiedervereinigung gemäß Einigungsvertrag zu gleichen Teilen beim Land Berlin und der Bundesrepublik Deutschland.

### Ab 1990
Ab 1990 setzte sich eine Initiative von Anwohnern und sozial Engagierten für eine kulturelle und soziale Nutzung ein. Sie gründete dafür einen Verein, den Pfefferwerk-Verein zur Förderung von Stadtkultur e. V. In den Folgejahren etablierte der Verein in einigen der Häuser einen umfangreichen Veranstaltungsbetrieb, der den Pfefferberg als Kulturstandort in ganz Berlin bekannt machte. 1999 erwarb die Pfefferwerk Stadtkultur gGmbH, eine Tochtergesellschaft des Vereins, mit finanzieller Unterstützung der damaligen Senatsverwaltung für Arbeit, berufliche Bildung und Frauen des Landes Berlin und privater Förderer das Brauereigelände und brachte es als Stiftungskapital in die Stiftung Pfefferwerk ein. Diese verpachtete es zur Sanierung und Entwicklung an die Pfefferberg Entwicklungs GmbH & Co. KG, die das Erbbaurecht an der Fläche 2002 in Teileigentümer aufteilte und später nach und nach veräußerte.
Mit den Einnahmen aus den Erbbauzinsen unterstützt die Stiftung Pfefferwerk Projekte gemeinnütziger Träger im Land Berlin.
Die Sanierung begann im Jahr 2000, dennoch lief der Kulturbetrieb in der Regie von Pfefferwerk-Organisationen über längere Zeit weiter. Die erste Gewerbefläche, eine Galerie, wurde im November 2001 übergeben. 2006 nahm das ICI Berlin Institute for Cultural Inquiry seine Tätigkeit auf, das AEDES Architekturforum eröffnete auf dem Areal seine Ausstellungsräume. Weitere umfangreiche Baumaßnahmen in verschiedenen Gebäuden folgten. Im Mai 2008 eröffneten u. a. ein Restaurant und ein Hostel auf dem Gelände, im November 2009 ein weiteres Restaurant.
Im Juni/Juli 2012 hatte das von der Stiftung Guggenheim mit dem Autohersteller BMW entwickelte Guggenheim-Lab, ein „Forschungslabor“, in dem in verschiedenen Großstädten weltweit Fragen des modernen städtischen Lebens diskutiert werden sollen, nach dessen Ablehnung in Berlin-Kreuzberg seinen Berliner Standort auf dem Pfefferberg.
In der ehemaligen Schankhalle am Biergarten eröffnete im Herbst 2013 das Pfefferberg Theater, zudem wird hier nun Pfefferbräu hergestellt und angeboten. Die Sanierungsarbeiten an den historischen Gebäuden sind abgeschlossen, zwei der drei geplanten Neubauten sind fertiggestellt.
2017 wurde der Pfefferberg in die Europäische Route der Industriekultur (ERIH) aufgenommen.

## Nutzung

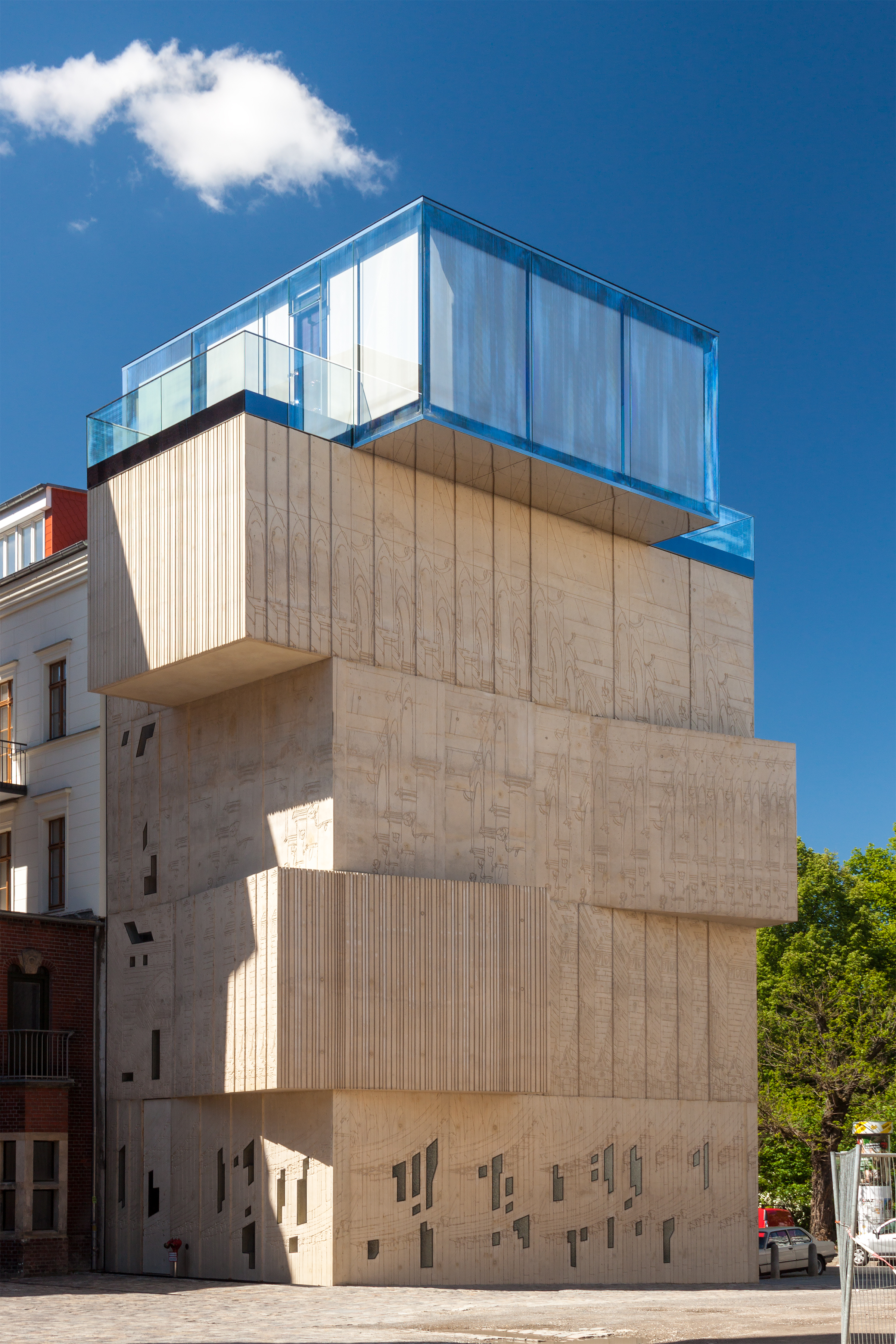
Museum für Architekturzeichnung auf dem Pfefferberg-Gelände.

Der Pfefferberg ist ein Standort der Präsentation und Produktion von Kunst, aber auch des Lernens, Lehrens und Forschens. Man kann gut essen und preiswert übernachten.
Am Eingang des Geländes in der Christinenstraße 18A befindet sich das Museum für Architekturzeichnung des deutschen Architekten russischer Abstammung Sergei Tchoban. Gleich daneben, in den Häusern 2 bis 4, arbeiten der Künstler Olafur Eliasson und seine Mitarbeiter daran, Kunstwerke zu entwerfen und herzustellen. Auf der gegenüberliegenden Seite des Südhofs, im Haus 6, beherbergt das Pfefferbett Hostel Berlin, einer der Integrationsbetriebe des VIA Verbundes, junge Gäste aus aller Welt.
Seit 2015 hat Ai Weiwei sein Studio im Pfefferberg.
Im Haus 5, ebenfalls am Südhof gelegen, hat seit mehr als 20 Jahren das Kunst- und Atelierhaus MEINBLAU seinen Platz. Hier gruppieren sich die Ateliers von 12 Berliner Künstler um einen multifunktionalen Projekt- und Ausstellungsraum. In den oberen Geschossen des Gebäudekomplexes, den die Häuser 8/8a/9 bilden, befindet sich das ICI Berlin Institute for Cultural Inquiry. Das Architekturforum Aedes bietet in seinen Ausstellungsräumen im Erdgeschoss der Häuser 8 und 8a regelmäßig wechselnde Ausstellungen zur internationalen Baukultur und Architektur. Dem angeschlossen sind Seminar- und Veranstaltungsräume in Haus 10/11.
In das 2016 fertiggestellte Haus 12, auf dem Nordhof gelegen, zog die Erzieherfachschule der WeTeK Berlin gGmbH. Weitere Räume nutzt die Pfefferwerk Stadtkultur gGmbH für Ausbildungszwecke.
Haus 13 dient seit vielen Jahren als Veranstaltungsort, seit 2008 ebenso wie das Restaurant „das pfeffer“ im angrenzenden Haus 14 betrieben vom Ausbildungsbereich der Pfefferwerk Stadtkultur gGmbH.
In Haus 15/16 hat die VIA gGmbH 2013 eine kleine Hausbrauerei und ein Restaurant eröffnet. Auch das neu etablierte Pfefferberg Theater hat hier seinen Standort; im einst kriegszerstörten, nun wiedererrichteten Obergeschoss sind Seminarräume entstanden. Auf Straßenebene des Hauses 16 an der Schönhauser Allee machte der Bassy Cowboy Club Konzerte.
In dem Gebäudekomplex, der die Häuser 17b bis 21 umfasst, befand sich von 2009 bis 2019 das Restaurant Tauro. Dem folgte Anfang 2020 das Restaurant Kink.
Im Sommer 2019 wurde in der Christinenstr. 19a ein Atelierhaus fertiggestellt, welches einen Ladenraum, eine Werbeagentur und ein Architekturbüro beinhaltet. Das links des Eingangs (Zufahrt) zum Pfefferberg stehende Haus bildet das Gegenüber zum oben erwähnten rechts des Eingangs stehenden Museums für Architekturzeichnung.

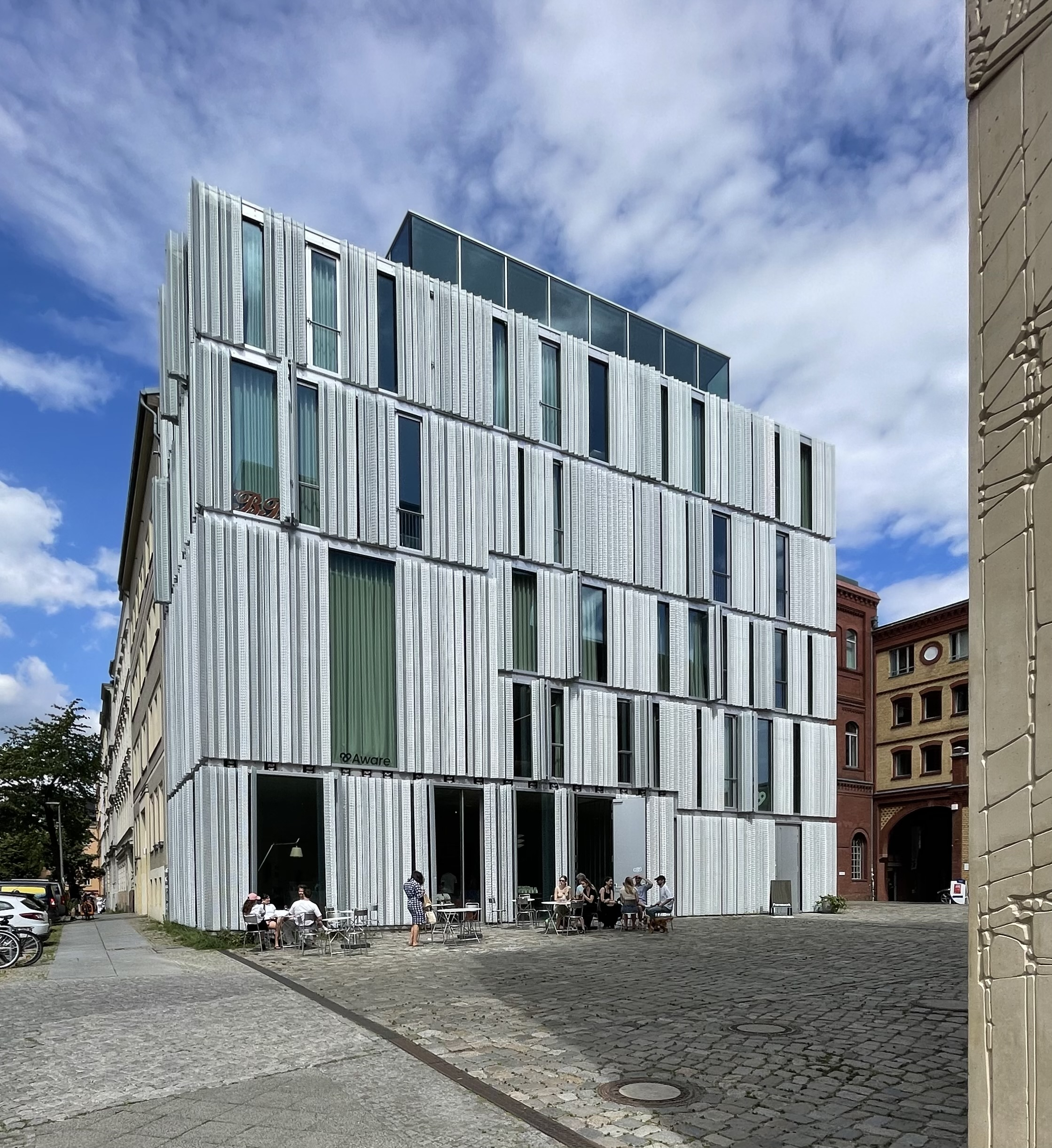
Pfefferberg Eingang Christinenstr. 19a Giebelbau